# Warmia i Mazury Open
Warmia Mazury Open – cykl sześciu turniejów tenisowych kategorii ITF Men’s Circuit rozgrywanych w dniach 26 czerwca–6 sierpnia 2017 oraz cykl czterech turniejów kategorii ITF Women’s Circuit rozgrywanych w dniach 7 sierpnia–3 września 2017 w Mrągowie na kortach ceglanych o puli nagród wynoszącej w przypadku każdego turnieju 15 000 dolarów amerykańskich.

## Mecze finałowe

### Gra pojedyncza mężczyzn
| Data                  | Mistrz           | Finalista         | Wynik            |
| 26/06/2017–02/07/2017 | Alexandre Müller | Markus Eriksson   | 6:3, 0:6, 6:3    |
| 03/07/2017–09/07/2017 | Alexei Popyrin   | Laurynas Grigelis | 6:3, 3:6, 6:3    |
| 10/07/2017–16/07/2017 | Zdeněk Kolář     | Laurynas Grigelis | 7:5, 1:0 krecz   |
| 17/07/2017–23/07/2017 | Adam Chadaj      | Richard Gabb      | 6:1, 6:3         |
| 24/07/2017–30/07/2017 | Paweł Ciaś       | Ołeksij Kolisnyk  | 4:6, 6:3, 6:2    |
| 31/07/2017–06/08/2017 | Maciej Rajski    | Paweł Ciaś        | 6:7(5), 7:5, 6:3 |

### Gra podwójna mężczyzn
| Data                  | Mistrzowie                     | Finaliści                         | Wynik                |
| 26/06/2017–02/07/2017 | Antonio Massara David Poljak   | Karol Drzewiecki Maciej Smoła     | 6:2, 6:4             |
| 03/07/2017–09/07/2017 | Adrian Andrzejczuk Paweł Ciaś  | Ołeksij Kolisnyk Oleg Prihodko    | 6:7(1), 7:6(6), 10–7 |
| 10/07/2017–16/07/2017 | Ewan Moore Manuel Peña López   | Kamil Gajewski Szymon Walkow      | 6:2, 7:5             |
| 17/07/2017–23/07/2017 | Ołeksij Kolisnyk Oleg Prihodko | Colin Van Beem Daniił Zariczanski | 6:4, 6:3             |
| 24/07/2017–30/07/2017 | Michał Dembek Maciej Smoła     | Samuel Bensoussan Fabrizio Ornago | 6:4, 1:6, 10–6       |
| 31/07/2017–06/08/2017 | Ołeksij Kolisnyk Oleg Prihodko | Michał Dembek Maciej Smoła        | 7:6(8), 6:4          |

### Gra pojedyncza kobiet
| Data                  | Mistrzyni        | Finalistka       | Wynik         |
| 07/08/2017–13/08/2017 | Marta Leśniak    | Seone Mendez     | 6:4, 6:4      |
| 14/08/2017–20/08/2017 | Marta Leśniak    | Jade Suvrijn     | 5:7, 6:2, 6:2 |
| 21/08/2017–27/08/2017 | Marine Partaud   | Monica Kilnarová | 7:6(4), 6:1   |
| 28/08/2017–3/09/2017  | Monica Kilnarová | Marta Leśniak    | 7:5, 1:6, 6:1 |

### Gra podwójna kobiet
| Data                  | Mistrzynie                        | Finalistki                        | Wynik    |
| 07/08/2017–13/08/2017 | Mathilde Devits Merel Hoedt       | Diana Sumova Jade Suvrijn         | 6:4, 6:2 |
| 14/08/2017–20/08/2017 | Angelica Moratelli Jade Suvrijn   | Maia Lumsden Anastasija Szoszyna  | 6:4, 6:4 |
| 21/08/2017–27/08/2017 | Angelica Moratelli Marine Partaud | Akiko Okuda Kelly Williford       | 6:2, 6:3 |
| 28/08/2017–03/09/2017 | Daria Kuczer Marta Leśniak        | Angelica Moratelli Marine Partaud | 6:2, 6:3 |